# Сесар Уерта
Сесар Уерта (ісп. César Huerta, нар. 3 грудня 2000, Гвадалахара) — мексиканський футболіст, нападник клубу «УНАМ Пумас».
Виступав, зокрема, за «Гвадалахару» та національну збірну Мексики.

## Клубна кар'єра
Народився 3 грудня 2000 року в місті Гвадалахара. Вихованець футбольної школи клубу «Гвадалахара». Дорослу футбольну кар'єру розпочав 2018 року в основній команді того ж клубу, в якій провів один сезон, взявши участь в одному матчі чемпіонату.
Протягом 2019 року захищав кольори клубу «Сакатепек».
Своєю грою за останню команду знову привернув увагу представників тренерського штабу клубу «Гвадалахара», до складу якого повернувся 2019 року. Цього разу відіграв за команду з Гвадалахари наступний сезон своєї ігрової кар'єри.
У 2020 році на правах оренди грав у складі команд «Монаркас» та «Масатлан».
У 2021 році повернувся до «Гвадалахари». Цього разу провів у складі його команди один сезон. Більшість часу, проведеного у складі «Гвадалахари», був основним гравцем атакувальної ланки команди.
До складу клубу «УНАМ Пумас» приєднався 2022 року. Станом на 10 вересня 2023 року відіграв за команду з Мехіко 12 матчів в національному чемпіонаті.

## Виступи за збірні
У 2017 році дебютував у складі юнацької збірної Мексики (U-17), загалом на юнацькому рівні взяв участь у 8 іграх.
У 2023 році дебютував в офіційних матчах у складі національної збірної Мексики.

## Досягнення
- Володар Золотого кубка КОНКАКАФ (1): 2025